# Convention baptiste internationale
La Convention baptiste internationale (anglais : International Baptist Convention) est une association chrétienne évangélique internationale d'églises baptistes anglophones. Son siège est situé à Francfort, Allemagne. Elle est affiliée à l’Alliance baptiste mondiale. 

## Histoire
La Convention baptiste internationale a ses origines dans l'Association des baptistes d'Europe continentale fondée en 1959 par l'Église baptiste Immanuel de Wiesbaden et l'Église baptiste internationale Bethel de Francfort, en Allemagne . L’objectif était d’offrir des services en anglais pour les étrangers. Des églises des Îles Britanniques ont rejoint l'Association en 1964 et elle a pris le nom de Convention baptiste européenne. En 2003, en raison de l’accueil d’églises membres hors de l'Europe, elle a pris le nom de Convention baptiste internationale. Selon un recensement de l’association, en 2023 elle disait avoir 63 églises et 5,429 membres, dans 25 pays .